# Vijes
Vijes là một khu tự quản thuộc tỉnh Valle del Cauca, Colombia. Thủ phủ của khu tự quản Vijes đóng tại Vijes Khu tự quản Vijes có diện tích 122 ki lô mét vuông. Đến thời điểm ngày 28 tháng 5 năm 2005, khu tự quản Vijes có dân số 7834 người.